# Meinier
Meinier is een gemeente en plaats in het Zwitserse kanton Genève. Het telt 2.066 inwoners (2013) en ligt nabij de Franse grens.